# 七个星镇
七个星镇，原为七个星乡，位于中华人民共和国新疆维吾尔自治区巴音郭楞蒙古自治州焉耆回族自治县辖区内。2019年被评为中国文化百强镇。

## 行政
现辖：
幸福路社区、桑巴巴格次村、夏热采开村、七个星村、老城村、哈尔莫墩村、乎尔东村、乃明莫墩村、霍拉山村、芒日戈拉尔村、紫泥泉村和霍拉哈木墩村。

### 桑巴巴格次村
桑巴巴格次村，也称一大队。

### 夏热采开村
夏热采开村，也称二大队。位于 218国道旁边。

### 七个星村
七个星村，也称三大队。位于镇西侧。居民区很整齐地规划为回民区和汉人区，但两边仅由一条5米左右宽的马路分隔，两边相处很融洽。经常有维吾尔族老大娘在路边馕坑打馕，看见人过来，就很热情地塞一个给你。夏天院子里的葡萄熟了，也会很和善地笑着用筐子装来送你。

### 老城村
老城村，也称四大队。位于镇东侧。

### 哈尔莫墩村
哈尔莫墩村，也称五大队。

### 呼尔墩村
呼尔墩村，也称六大队。

### 乃明莫墩村
乃明莫墩村，也称七大队。

## 教育
七个星镇内有七个星幼儿园一所，小学若干，初级中学一所（即七个星镇中学）。

### 七个星镇中学
学校为民汉混编，有汉族、回族、维吾尔族、蒙古族和撒拉族等多个民族学生。

## 小吃
- 凉皮子，回族特色小吃。夏天吃凉皮子，清凉爽口；冬天吃凉皮子，卖家会用热肉汤浸泡加热，浓郁滑溜。
- 凉粉，回族特色小吃。是有粉面煮成糊状物，然后冷凝形成的凝胶状食物，口感清凉滑溜。切块或切条，加入适量的醋、辣椒、芥末、味精、精盐，并辅以肉汁、香菜、黄瓜条等辅料而成。由于制作简单，价格低廉，是非常受欢饮的小吃。
- 烤包子，在馕坑里烤制的另一种食物。非常的香。
- 炒面，可不是炒面粉哦！是拉条子切短了炒制而成。其实最初是由于拉条子剩下了，怕坏，就切断了方便回锅炒，不料炒出来的比原来的还要受欢迎。
- 烤羊肉串，这个可是家喻户晓的新疆小吃了。不过七个星的烤羊肉串可是有点特色哦。尤其是一位维吾尔族老大爷烤制出来的羊肉串，那叫一个香嫩啊！
- 粉汤，回族特色小吃。由凉粉、羊肉、胡萝卜、蕃茄等切块煮制而成。虽说材料看起来都很简单，但却及其需要耐心烹煮。其中羊肉汤的好坏，直接关系到最终的口感。

## 旅游

### 七个星佛寺遗址
七个星佛寺遗址，也称七个星明屋。是一处晋唐代寺院遗址和12座洞窟。据考证，此处是古代焉耆国中最大的佛教寺院，当时的规模有“伽蓝十余所，僧徒两千余人”。已被列入全国重点文物保护单位。
位于218过道旁边，在文革期间已遭到比较严重的损坏。

### 霍拉山古寺
当年去看到的一片风化了的建筑，最近才被告知就是霍拉山古寺遗址。当初只是当作一片废弃了的破房子来看的。

### 烽火台
数座烽火台依旧挺立，远远望去，不难回想当初周幽王为博妲己一笑而烽火戏诸侯时候的场景。

### 绿色经济
乡都干红葡萄酒厂绿色之旅，在卫星图上观看酒厂造型很像一只酒瓶，非常漂亮。